# Национален демократичен конгрес (Гренада)
Вижте пояснителната страница за други значения на Национален демократичен конгрес.
Националният демократичен конгрес (на английски: National Democratic Congress) е лявоцентристка либерална политическа партия в Гренада.
Основана е през 1987 година и скоро се превръща в основна опозиция на управляващата Нова национална партия. Партията е управляваща през 1990-1995 и 2008-2013 година.
На парламентарните избори през 2013 година Националният демократичен конгрес получава 41% от гласовете и остава без места в Камарата на представителите.